# Ceruloplasmin
Ceruloplasmin också känt som ferroxidas eller järn[II]:oxygenoxidoreduktas. Det är det huvudsakliga koppartransporterande proteinet i blodet. Dessutom spelar det en roll i järnmetabolismen. Proteinet beskrevs för första gången år 1948.
Proteinet agerar som ett oxidas, det vill säga ett enzym som plockar upp elektroner från andra ämnen. Proteinet oxiderar tvåvärt järn Fe2+, till trevärt järn, Fe3+, vilket gör att järnet binds till proteinet. Detta innebär att ceruloplasmin har en viktig roll även som järnbärande molekyl i kroppen. Denna oxidativa aktivitet är beroende av koppar, och därför är ceruloplasmin det huvudsakliga bärarproteinet för koppar, varje ceruloplasminprotein bär med sig 6 kopparmolekyler. Enzymet bär ungefär 70 % av all koppar som finns i kroppen, därefter kommer albumin som bär ungefär 15 %.
Ceruloplasmin är även ett akutfasprotein som ökar i mängd vid inflammation. Vid vissa systemiska autoimmuna sjukdomar tillverkas autoantikroppar mot ceruloplasmin.
Ceruloplasmin verkar dessutom ha en roll i järnupptag från födan över mag- och tarmkanalen.

## Diagnostik
Låga värden ses vid Wilsons sjukdom, Menkes syndrom, leverinsufficiens, aceruloplasminemi  och otillräckligt intag av koppar i födan.
Höga värden kan orsakas av inflammation och genom påverkan av östrogen. Man har även sett högre värden vid schizofreni, tvångssyndrom, alzheimers sjukdom och kärlkramp.